# Hänsel und Gretel verliefen sich im Wald

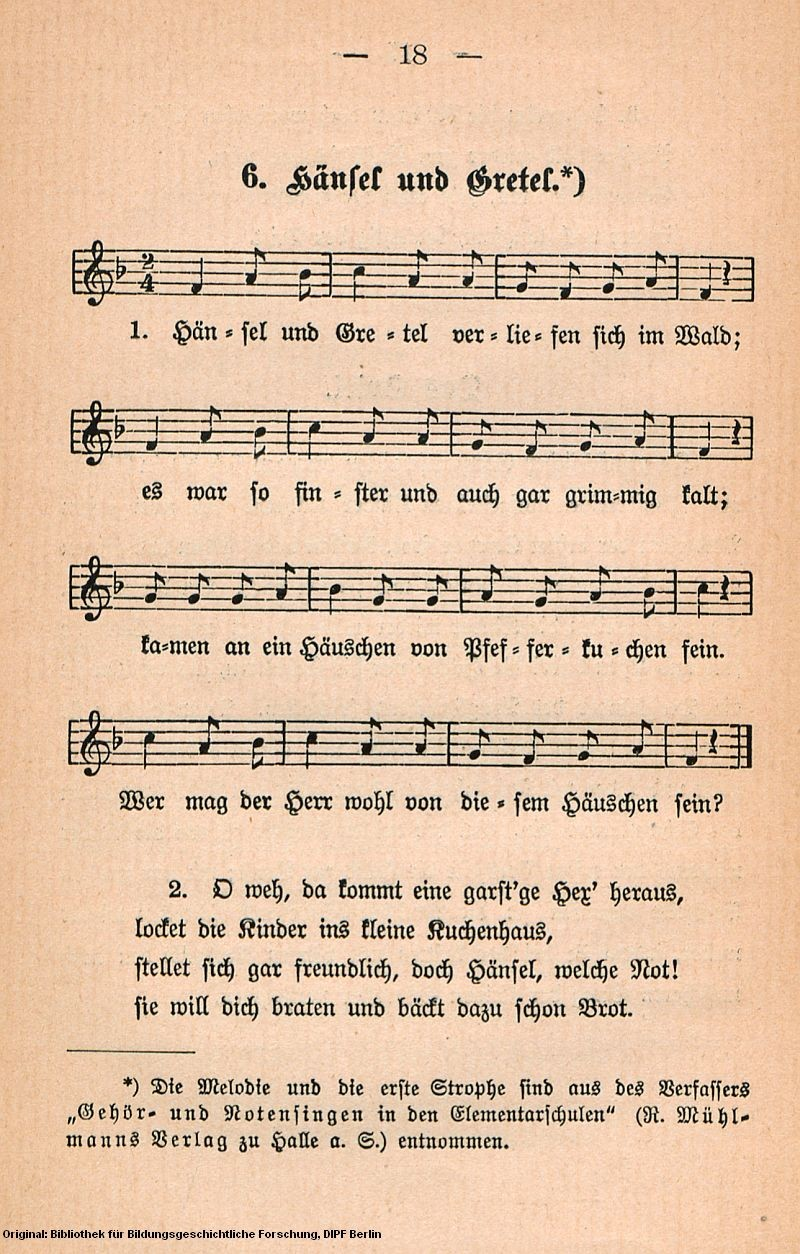
Hänsel und Gretel, Druckfassung 1907

Hänsel und Gretel (verliefen sich im Wald) ist ein bekanntes Kinderlied aus der Zeit um 1900. Es basiert lose auf dem Märchen Hänsel und Gretel aus der Sammlung der Brüder Grimm und erzählt das Märchen in Versform nach.

## Inhalt
In der ersten Strophe wird beschrieben, dass sich das Geschwister-Paar Hänsel und Gretel im Wald, wo es finster und bitterkalt ist, verläuft und sie zu einem Häuschen von Pfefferkuchen kommen. Sie fragen sich, wer der Herr dieses Häuschens sein mag. In der zweiten Strophe schaut aus dem Fenster eine alte Hexe, die die Kinder ins Pfefferkuchenhaus lockt und sich zum Schein freundlich stellt. Die Hexe möchte Hänsel jedoch im Ofen braten. In der abschließenden dritten Strophe wird erläutert, dass die Hexe von Gretel in den Ofen hineingestoßen wird. Die Hexe kommt um und die Kinder können nach Hause gehen.

## Ausführung als bewegtes Singspiel
Das Lied kann als Bewegtes Singspiel ausgeführt werden, bei dem sich ein vorher ausgewähltes Kind als Hexe in der Kreismitte befindet, während der anschauliche Liedtext pantomimisch dargestellt wird.

## Text und Melodie
1. Strophe

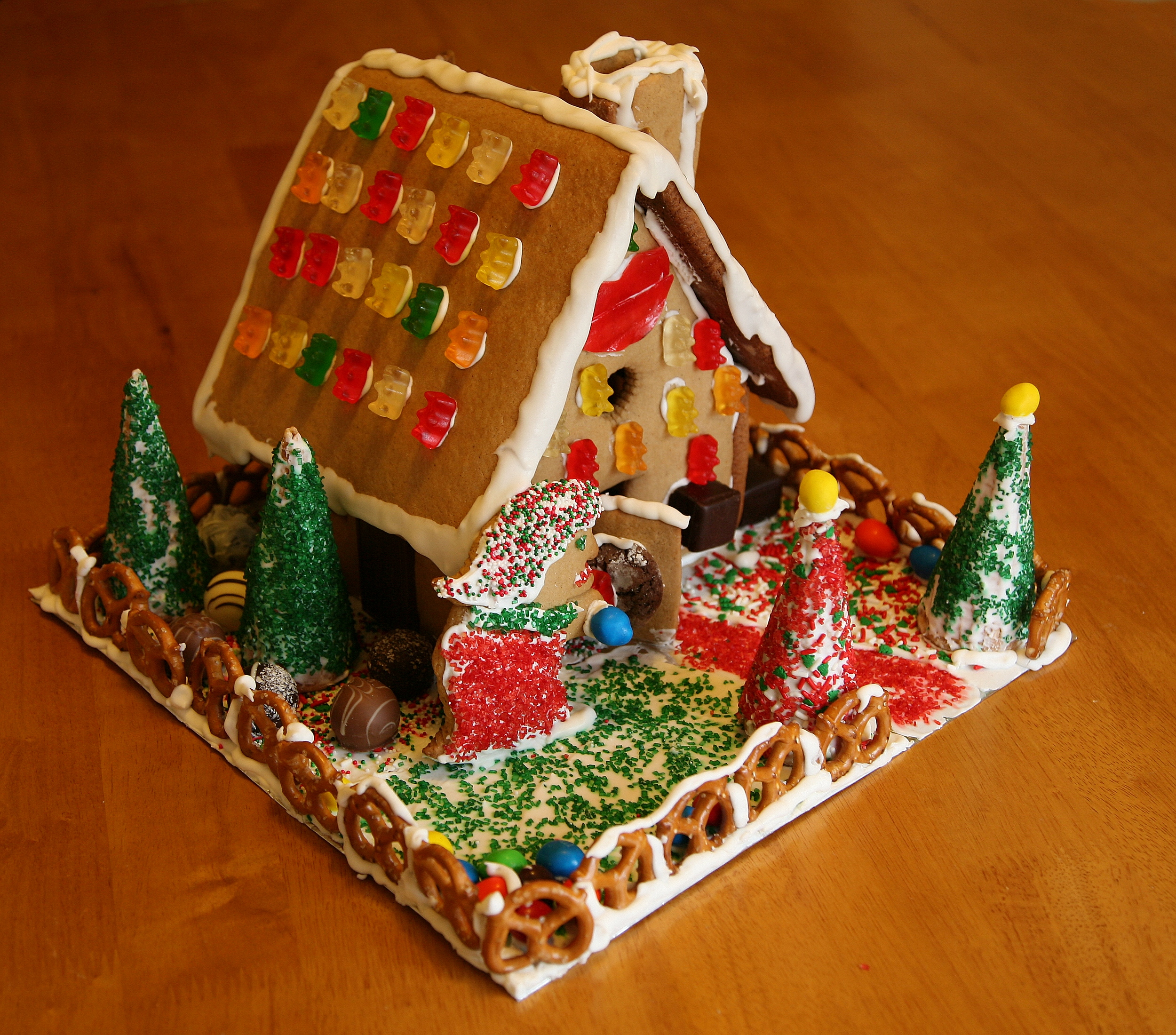
Knusperhäuschen mit Hexe

Hänsel und Gretel verliefen sich im Wald.

Es war so finster und auch so bitter kalt.

Sie kamen an ein Häuschen von Pfefferkuchen fein.

Wer mag der Herr wohl von diesem Häuschen sein?

2. Strophe

Hu, hu, da schaut eine alte Hexe raus!

Lockte die Kinder ins Pfefferkuchenhaus.

Sie stellte sich gar freundlich, o Hänsel, welche Not!

Ihn wollt’ sie braten im Ofen braun wie Brot.

3. Strophe

Doch als die Hexe zum Ofen schaut hinein,

Ward sie gestoßen von unserm Gretelein.

Die Hexe musste braten, die Kinder geh’n nach Haus.

Nun ist das Märchen von Hans und Gretel aus.

## Geschichte
1901 wurde das Lied erstmals in dem Liederbuch Das Gehör- und Notensingen in den Elementarschulen des Lehrers Paul Hoffmann aus Halle (Saale) gedruckt. 1922 wurde es im Pestalozzi-Fröbel-Haus in Berlin aufgezeichnet.

## Rezeption
Das Lied gehört zu den bekanntesten Kinderliedern und wurde von zahlreichen Interpreten und Musikgruppen gesungen, darunter etwa von Mary Roos oder Roland Kaiser. Zu dem Lied gibt es zudem mehrere Parodien, darunter verschiedene Varianten von Otto Waalkes sowie Versionen der DDR-Musikgruppe Possenspiel und Oliver Kalkofe.
Die deutsche Band Hämatom veröffentlichte eine Rockversion des Liedes mit teilweise verändertem Text auf deren Album Nein! im Jahr 2005. Eine weitere stammte von der Metalcore-Band We Butter the Bread with Butter aus dem Jahr 2008, das auf dem Album Das Monster aus dem Schrank erschien.
Auch ein erotisches Filmlustspiel aus dem Jahr 1970 von dem österreichischen Regisseur Franz Josef Gottlieb trägt diesen Titel, siehe dazu Hänsel und Gretel verliefen sich im Wald.